# Abdoulaye Bathily

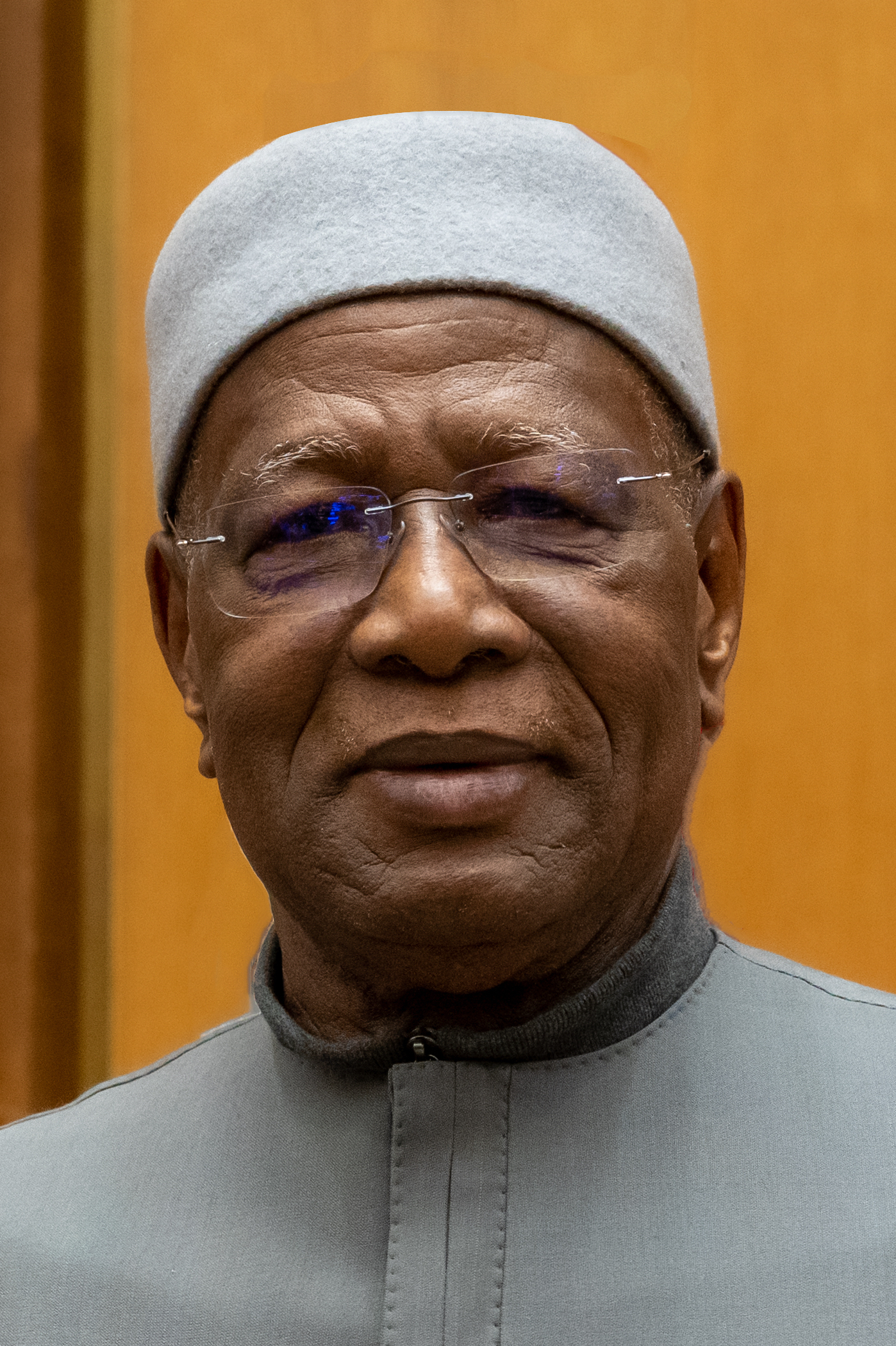
Abdoulaye Bathily (2023)

Abdoulaye Bathily (* 1947 in Tiyabu, Département Bakel) ist ein senegalesischer Politiker und Diplomat. Er war Umwelt- und Energieminister Senegals. Für die Vereinten Nationen war er seit 2013 in vielen Funktionen tätig. Seit 2021 ist er Sonderbeauftragter des UN-Generalsekretärs für Libyen.

## Herkunft und Ausbildung
Bathily wurde 1947 in Tiyabu im ostsenegalesischen Département Bakel geboren. Er studierte Geschichtswissenschaften und promovierte an der University of Birmingham zum PhD und an der Université Cheikh Anta Diop de Dakar zum Doctor of State.

## Karriere

### Innenpolitik
Bathily war zunächst dritter Sekretär der Ligue Démocratique mit Zuständigkeit für Pressearbeit und Außenbeziehungen. 1984 wurde er auf dem ersten Kongress der Partei als Nachfolger von Babacar Sané zum Generalsekretär gewählt. Bei der Präsidentschaftswahl 1993 trat er als Kandidat für die LD/MPT an und erreichte den vierten Platz mit 2,41 % der Stimmen. Bei der Parlamentswahl 1993 wurde er in die senegalesische Nationalversammlung gewählt, von 1993 bis 1998 war er unter Präsident Abdou Diouf Minister für Umwelt- und Naturschutz.
1998 wurde Bathily erneut in die Nationalversammlung gewählt. Er und die LD/MPT unterstützten den Oppositionskandidaten Abdoulaye Wade bei den Präsidentschaftswahlen 2000, nach Wades Sieg wurde Bathily im April 2000 zum Minister für Energie- und Wasserversorgung ernannt und blieb bis Mai 2001 im Amt. Bei den Parlamentswahlen 2001 wurde er erneut als Abgeordneter des Départements Bakel für die regierende Sopi-Koalition gewählt. In der Folgezeit kam es zunehmend zu Konflikten zwischen der LD/MPT und Wade. Bathily initiierte in der Nationalversammlung eine Abstimmung gegen eine Amnestie für Personen, die in die Ermordung des Vizepräsidenten des Verfassungsrates Babacar Sèye im Jahr 1993 verwickelt waren. Im März 2005 entließ Wade die LD/MPT-Minister aus der Regierung, worauf die Partei die Sopi-Koalition verließ und in die Opposition ging.
2007 trat Bathily erneut als Kandidat nun für die Jubbanti Sénégal bei der Präsidentschaftswahl an, er kam auf den sechsten Platz mit 2,21 % laut der offiziellen Resultate. Bathilys erhob den Vorwurf der Wahlmanipulation und legte zusammen mit dem Kandidaten der Sozialistischen Partei Senegals, Ousmane Tanor Dieng, Einspruch gegen die Wahl ein, der Verfassungsrat wies ihre Einsprüche aber zurück.
Ende Januar 2007 wurde er zusammen mit anderen Oppositionsführern kurzzeitig von der Polizei festgenommen, nachdem er an einem verbotenen Protest gegen die Verschiebung der Parlamentswahlen um mehrere Monate teilgenommen hatte.
Nach der Bildung einer Regierung unter Beteiligung von Wades Sohn Karim am 1. Mai 2009 warf Bathily Wade vor, das Land durch „Familienmanagement“ zu führen. Außerdem kritisierte er die Pläne zur Einführung des Amtes eines Vizepräsidenten, da es von Wade lediglich dazu benutzt würde, „eine monarchische Nachfolge zu sichern“.
2012 unterstützte Bathily den Oppositionskandidaten Macky Sall bei den Präsidentschaftswahlen 2012. Sall gewann die Wahl; er ernannte Bathily am 1. August 2012 zum Staatsminister im Präsidialamt.

### Vereinte Nationen
Am 8. Juli 2013 ernannte UN-Generalsekretär Ban Ki-moon Bathily zum stellvertretenden Sonderbeauftragten der UN-Stabilisierungsmission für Mali (MINUSMA). Am 30. April 2014 gab Ban Ki-moon die Ernennung Bathilys zum Sonderbeauftragten für die Zentralafrikanische Republik und Leiter des UN Regional Office for Central Africa (UNOCA) in Libreville bekannt, Ämter, die er bis 2016 innehatte.
Im Mai 2015 leitete Bathily das Bangui National Forum, eine nationale Versöhnungskonferenz, die die Übergangsregierung Zentralafrikas organisierte und Zentralafrikaner aus allen Regionen und unterschiedlichen Zusammenhängen zusammenbrachte, um Lösungen für die Instabilität des Landes zu finden.
2018 wurde Bathily zum UN-Sonderberater für Madagaskar und 2019 zum Independent Expert für die strategische Bewertung beim UN-Büro für West-Afrika und den Sahel ernannt.
Am 2. September 2022 ernannte UN-Generalsekretär António Guterres Bathily zum Sonderbeauftragten für Libyen und Leiter der UN-Unterstützungsmission UNSMIL. Er trat von seinem Amt im April 2024 zurück. Seine Nachfolgerin wurde die Ghanaerin Hanna Tetteh.

### Akademisches und publizistisches Wirken
Seit mehr als dreißig Jahren ist Bathily Hochschullehrer für Geschichte an der Université de Dakar und war auch an einer Reihe anderer Universitäten weltweit als Gastdozent tätig. Seine Bücher zu historischen und zeitgeschichtlichen Themen haben auch über den wissenschaftlichen Bereich hinaus Verbreitung gefunden.
Er ist Mitglied des Beirats von NatureNews, des bedeutendsten afrikanischen Journals zum Themenfeld Umweltschutz, Klimawandel und Nachhaltigkeit.

## Publikationen (Auswahl)
- Passion de liberté: Memoires 2022 bei Presence Africa ISBN 978-2-7087-0989-8
- Mai 1968 à Dakar ou La révolte universitaire et la démocratie 2004 bei L'Harmattan ISBN 978-2-907768-19-1
- portes de l'or: le royaume de Galam, Sénégal, de l'ère musulmane au temps des négriers, VIIIe-XVIIIe siècle 1989 bei L'Harmattan ISBN 978-2-7384-0276-9
- mit Eboe Hutchful: The Military and Militarism in Africa 1989 bei Codesria ISBN 978-2-86978-069-9
- The struggle for democracy in Senegal 1989 beim Institute for African Alternatives
- Lexique soninké (sarakolé)-franc̜ais 1975 beim Centre de linguistique appliquée de Dakar

## Privates
Bathily spricht fließend Englisch, Französisch, Soninke und Wolof.